# Chevannes-Changy
Chevannes-Changy è un comune francese di 156 abitanti situato nel dipartimento della Nièvre nella regione della Borgogna-Franca Contea.

## Società

### Evoluzione demografica
Abitanti censiti